# Nationaal park Kazbegi
Het Nationaal park Kazbegi (Georgisch: ყაზბეგის ეროვნული პარკი, qazbegis erovnuli parki) is een nationaal park in het noorden van Georgië, gelegen in de Grote Kaukasus in de gemeente Kazbegi en heeft een oppervlakte van 78543 hectare. Het laagste deel ligt op 1400 m boven de zeespiegel en de hoogste delen bereiken een hoogte van 4100 m. Het behoort tot het stroomgebied van de rivier de Terek (Tergi). Met de stichting van het park wilde men de ecosystemen van het hooggebergte beschermen.
Het gebied kent een grote biodiversiteit, een imposante natuur en men vindt er cultureel-historische monumenten. Dit alles maakt het tot een aantrekkelijk gebied voor toerisme, zo verwacht men. In het park vindt men verschillende interessante geologische formaties en gesteentes: basalt, kwartsiet, leisteen en kleihoudende sedimenten uit het Toarcien. Ook zijn er zogenaamde lava-kussens. Bijzonder zijn de Darjalkloof waar de rivier de Terek zijn weg door de canyon heeft gezocht. Men ziet op verschillende plaatsen de basalt en lavalagen in de rotsen. Bijzonder is ook de glaciale Troesovallei.

## Bezienswaardigheden
Het nationaal park omvat delen van belangrijke valleien en de bovenliggende bergen:
- Darjalkloof
- Troesovallei
- Chdevallei
- Dzjoetavallei

In het gebied vindt men daarnaast een mix van christelijke en heidense gewoonten en diverse historische monumenten:
- de 14e-eeuwse Drievuldigheidskerk van Gergeti (Stepantsminda)
- de 10e-eeuwse Sionibasiliek (in Sioni)
- de Achaltsichebasiliek (in Achaltsiche, Joetavallei)
- het 17e-eeuwse Snokasteel (in Sno, Joetavallei)

Nationaal park Algeti ·
Nationaal park Bordzjomi-Charagaoeli ·
Nationaal park Dzjavacheti ·
Nationaal park Eroesjeti ·
Nationaal park Kazbegi ·
Nationaal park Kintrisji ·
Nationaal park Kolcheti ·
Nationaal park Matsjachela ·
Nationaal park Mtirala · Nationaal park Psjavi-Chevsoeretië ·
Nationaal park Tbilisi ·
Nationaal park Toesjeti ·
Nationaal park Vasjlovani